# Ratan Tata
Ratan Tata (ur. 28 grudnia 1937 w Bombaju, zm. 9 października 2024 tamże) – indyjski biznesmen, prezes Tata Motors.

## Życiorys
Zaczynał karierę jako pracownik firmy Mahindra & Mahindra sprzedającej traktory, która została przemianowana na „Tata Sons”, od nazwiska jego kuzyna. W 1991 roku został jej prezesem i zdynamizował rozwój konglomeratu, który liczy obecnie 99 firm, m.in. najbardziej znane Tata Steel oraz Tata Motors. Uznaje się go za mistrza skutecznych przejęć: w 2007 roku przejął w Wielkiej Brytanii giganta stalowego Corus oraz słynne marki samochodowe Jaguar i Land Rover (za obie marki zapłacił 2,3 miliarda dolarów Fordowi, wliczając 600 milionów dolarów przeznaczone na fundusz emerytalny), wcześniej jego Tata Tea przejął producenta herbaty Tetley.

## Odznaczenia
- Order Padma Vibhushan (2008)
- Order Padma Bhushan (2000)
- Rycerz Komandor Orderu Imperium Brytyjskiego (2009)